# Sofonisba (nome)
Sofonisba  è un nome proprio di persona italiano femminile.

## Varianti
- Maschili: Sofonisbo[4]

### Varianti in altre lingue
- Bulgaro: Софонизба (Sofonizba)
- Catalano: Sofonisba
- Francese: Sophonisbe
- Greco antico: Σοφόνισβα (Sophonisba)
- Latino: Sophonisba[1][2][5], Sophoniba[2]
- Polacco: Sofonisba
- Portoghese: Sofonisba
- Punico: Sophanbaal[2][5][6], Saphanba'al[2]
- Russo: Софонисба (Sofonisba)
- Spagnolo: Sofonisba
- Tedesco: Sophonisbe

## Origine e diffusione

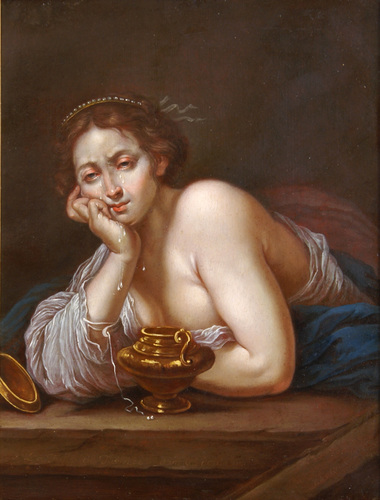
Sofonisba, di Antoni Gruszecki

Riprende il nome di Sofonisba, la moglie di Massinissa che si uccise per sfuggire alla cattura da parte di Scipione; la cui storia ha ispirato numerose opere di autori quali Petrarca, Alfieri, Corneille, Traetta e Cavalli; anche al successo di tali opere si deve la diffusione del nome, che comunque è scarsissima.
Etimologicamente, deriva dal latino Sophonisba, un adattamento del nome punico o fenicio Sophanbaal o Saphanba'al. Il suo significato non è del tutto certo: la parte finale del nome va ricondotta quasi certamente al nome del dio fenicio Baal (che si ritrova anche in Annibale, Asdrubale e Baldassarre), mentre la parte iniziale si può forse ricondurre ad un vocabolo punico col significato di "protetto", "nascosto" (da una radice alla quale risale anche il nome Sofonia). Tra i significati complessivi che sono stati proposti vi sono quindi "Baal è mio guardiano" "Baal l'ha protetta" e anche "conservatrice di prìncipi", "colei che protegge i prìncipi" ("Baal" significa "signore", "possessore").
Alcune fonti sembrano ricondurlo alla radice greca che sta per "saggezza" (dalla quale Sofocle, Sofronio e Sofia), dando al nome il significato di "donna che conserva la saggezza".

## Onomastico
In quanto nome adespota (non vi è infatti alcuna santa che lo porta), l'onomastico può essere festeggiato il  1º novembre, giorno di Ognissanti.

## Persone
- Sofonisba, nobile cartaginese

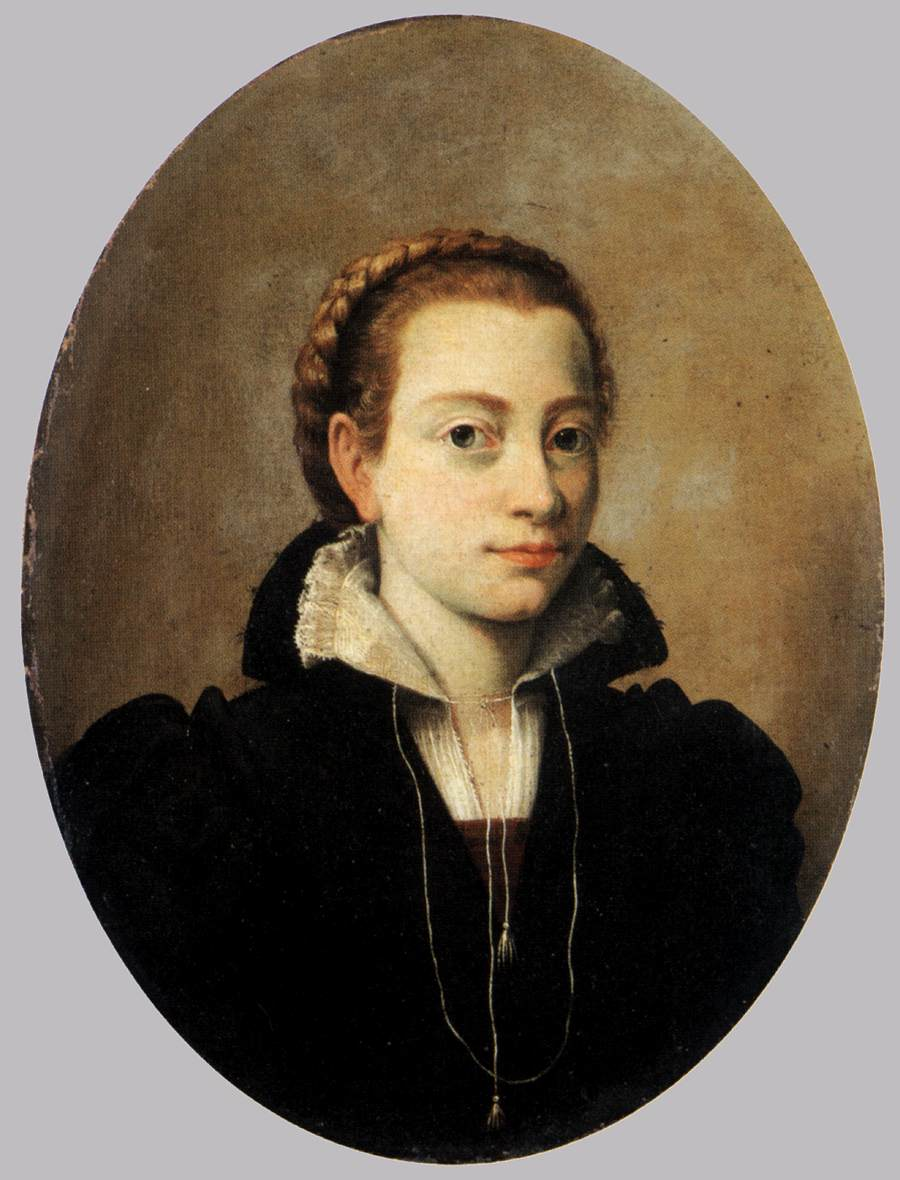
Sofonisba Anguissola

- Sofonisba Anguissola, pittrice italiana

### Variante Sophonisba

Sophonisba Breckinridge

- Sophonisba Breckinridge, attivista statunitense
- Sophonisba Angusciola Peale, ornitologa statunitense

## Il nome nelle arti
- Sophonisba è un personaggio del film del 1951 O.K. Nerone, diretto da Mario Soldati.
- Sophonisba è un personaggio del film del 2007 The Double Born, diretto da Tony Randel.